# Chumeldén
Chumeldén es una localidad chilena de la Región de Los Lagos, ubicada al sur del fiordo Reñihué en su confluencia con el golfo de Ancud. Pertenece a la comuna de Chaitén.

## Descripción
Cuenta, al 2017, con una población de 68 habitantes. La localidad posee una escuela rural y sus habitantes viven de la agricultura de subsistencia y pesca artesanal.
El acceso a la localidad es vía marítima, con servicios de lancha subsidiados con que conectan con Chaitén, Buill, Caleta Gonzalo y Achao. También existe un aeródromo junto al sector La Poza de Chumeldén.